# Palacio Vigo
El Palacio Vigo (en italiano: Palazzo Vigo),  es un palacio de estilo barroco y antigua residencia oficial del Príncipe de Sperlinga, Giovanni II Natoli, situado en Torre Archirafi, Italia.
Construido en 1741, el palacio fue originalmente la residencia del príncipe Giovanni Natoli II de Sperlinga, de ascendencia francesa.

## Arquitectura e historia del Palacio
En torno a 1720, el Príncipe Francesco Natoli adquirió tierras en Torre Archirafi y ordenó la construcción de un palacio como residencia principesca.  
El 24 de mayo de 1741, Giovanni Natoli II Ruffo de Sperlinga fue nombrado Duque de Archirafi por Carlos III de España, Rey de Nápoles y Sicilia.  
Tras tomar posesión del Feudo de Archirafi, construyó una nueva iglesia sobre una estructura del siglo XVII, anexándola al palacio.  
En 1762, llevó a cabo la restauración de la famosa Torre de Archirafi, una estructura del siglo XI originalmente construida para defender la costa de Mascali de los ataques de los piratas sarracenos.  
La torre, que dio nombre al pueblo, fue destruida posiblemente por un terremoto o una tormenta marina.

### La Torre
En la parte superior de la torre, el Príncipe Natoli hizo grabar en una piedra blanca la siguiente inscripción borbónica:
D.O.M. Ferdinando Utriusque Sic. Rege Pio, Felici, Invicto.  
Joannes Natolius Rufus de Alifia Princeps Sperlinga, Dux Archiraphis Reg. a Cons. Urbic. Legion. Messanae Praefectus Antiquissimam Turrim Archiraphim Aetate ac Maris impetu collapsam,  
Ne pago aucto Colonis frequentato Ducatus honore nobili, Quae dederat nomen deficeret, In meliorem tutioremque locum Readificandam curavit. 1762. 
Esta inscripción se perdió cuando la torre fue destruida en 1853 por un tsunami.

### La Iglesia
Junto al palacio, el príncipe mandó construir una pequeña iglesia. Se dice que fue una voluntad de sus antepasados, quienes quisieron dedicarla a María, patrona de los mesineses.  
Muchos descendientes de la familia Natoli llevan el nombre de María en honor a esta tradición.  
El 14 de mayo de 1741, concluyó la construcción de la iglesia, y el Príncipe Natoli hizo inscribir la siguiente dedicatoria:  
Marie optimae maximae pepetuae mamertinorum tutelari saeculo XVIII acceptae epistolae surgente aedem hanc quam hocrure ducatus titulo insignito Franciscus Natoli De Alifia Sperlingae princips priusquam fato cederet erigendam curavit menti patris adhaerens Ioannes Filius erexit perfecit dotavit.
La iglesia fue consagrada en 1743 y ampliada en 1840.  
En 1922, la Iglesia de Torre Archirafi se convirtió en parrochia y fue dedicada a Nuestra Señora del Rosario.
Desaparición de la Torre y destino del Palacio  
No se conoce con exactitud el año en que desapareció la torre. Aparece mencionada en documentos hasta 1815, pero ya en 1853 no se encontraba en pie.  
El Duque de Archirafi falleció en Messina en 1769.  
Posteriormente, el palacio pasó a manos de Francesco Moncada Natoli y la familia Vanni.
Hoy en día, el edificio ha sido restaurado y convertido en museo, siendo un importante sitio arquitectónico e histórico de interés cultural y turístico.